# Homoneura diaphora
Homoneura diaphora är en tvåvingeart som beskrevs av Kim 1994. Homoneura diaphora ingår i släktet Homoneura och familjen lövflugor. Inga underarter finns listade i Catalogue of Life.